# Башкирская энциклопедия (издательство)
«Башкирская энциклопедия» (баш. Башҡорт энциклопедияһы) — государственное бюджетное научной учреждение Республики Башкортостан, входит в структуру Академии наук Республики Башкортостан. Занимается организацией прикладных, научных и научно-изыскательских работ, подготовкой на их основе научных, научно-популярных и справочных изданий на бумажных и электронных носителях, и их распространением. Находится в Уфе.

## История
В мае 1991 года во исполнение Постановления Совета Министров БАССР «О подготовке и издании Башкирской Советской Энциклопедии» в Институте истории, языка и литературы Башкирского научного центра Уральского отделения АН СССР создана группа Башкирской энциклопедии (с февраля 1992 — отдел). Руководитель, заведующий отделом – ведущий ученый-тюрколог республики Р. З. Шакуров 
В феврале 1993 года на основании Постановления Совета Министров РБ «О ходе подготовки к изданию Башкирской Энциклопедии» (от 19 января 1993 года) отдел был преобразован в Главную редакцию Башкирской энциклопедии Академии наук Республики Башкортостан. Были созданы первые отраслевые отделы: экономики и народного хозяйства; географии и геологии; культуры и искусства; литературы, фольклора и языкознания; математики, физики, техники; истории; философии, религии, государства и права; науки, образования и СМИ; биологии, химии, медицины; а также отделы научного и литературного контроля; производственно-технический.
В 1995 Указом Президента Республики Башкортостан М. Г. Рахимова Главная редакция была преобразована в Научное издательство. С 2012 научно-издательский комплекс (в состав вошло издательство «Гилем»).

## Руководители[1]
Научно-редакционный совет Башкирской энциклопедии - председатель, главный редактор Башкирской энциклопедии – академик АН РБ З.Г. Ураксин (1993), заместитель председателя, заместитель главного редактора Башкирской энциклопедии – Р. З. Шакуров (с 1993).  С 1995 по 1998 гг. - первый директор Научного издательства «Башкирская энциклопедия» — Р. З. Шакуров. 1998 —2022 У. Г. Саитов, с 2022 - И.З.Султанмуратов.

## Башкирская энциклопедия[2]
Первая в республике краткая энциклопедия «Башкортостан» вышла в 1996 г. (на русском языке) и в 1997 г. (на башкирском языке). Главный редактор изданий -  Р. З. Шакуров. Редакционная коллегия: З.Г.Ураксин (председатель), Р. З. Шакуров (зам. председателя). Издание осуществлено согласно Указу Президента РБ и постановления Правительства РБ.
Главным проектом издательства на протяжении нескольких лет является многотомная Башкирская энциклопедия. Этот свод знаний о прошлом и настоящем Республики Башкортостан состоит из 7 томов и включает свыше 17 тыс. статей, треть из которых — биографические. В энциклопедии содержится информация о странах мира и субъектах Российской Федерации, с которыми Башкортостан имеет исторические, экономические и культурные связи; о районах и населённых пунктах Республики Башкортостан; о географических объектах (горах, реках, озёрах и др.); об отраслях экономики; о предприятиях, учреждениях, организациях; о важнейших исторических событиях; о народах республики. Приводятся подробные сведения о культуре и быте башкир. Освещаются вопросы образования, науки, литературы, искусства.
В биографических статьях представлена персонифицированная история Башкортостана. Даны сведения о восточных правителях и русских царях, отечественных и зарубежных политических деятелях, оставивших заметный след в истории Башкортостана; начальниках башкирских кантонов; предводителях крупных народных восстаний (Салават Юлаев, Батырша и др.); активных участниках революционного движения, Гражданской и Великой Отечественной войн; руководителях республики (М. Г. Рахимов, Р. З. Хамитов), организаторах производства, образования и здравоохранения; известных деятелях науки (Н. А. Аитов, М. А. Ильгамов, Б. М. Миркин, Ю. А. Урманцев, Ф. С. Файзуллин и др.), литературы (Мустай Карим, Н. C. Мусин, Я. Х. Хамматов, Д. Юлтый и др.) и искусства (З. Г. Исмагилов, А. Э. Тюлькин и др.); знаменитых спортсменах и тренерах (Г. А. Куклева, Т. М. Тансыккужина, М. А. Чудов и др.); религиозных деятелях и т. д. В издание также включены статьи об известных в крае дворянских родах, династиях предпринимателей, горнозаводчиков, представителях башкирской диаспоры и уроженцах Башкортостана, получивших признание за его пределами (Р. Х. Нуреев, В. Т. Спиваков, И. М. Чурикова, Ю. Ю. Шевчук и др.).

## Награды
- Почетное звание "Заслуженный деятель науки Республики Башкортостан " директору НИ "Башкирская энциклопедия" и главному редактору издания Р.З. Шакурову, за большой вклад в создание первой башкирской энциклопедии, 1997 г.
- Почётная грамота Первого Всероссийского конкурса региональной и краеведческой литературы «Малая Родина» в номинации «Люди нашего края» (2005) за издание энциклопедии «Салават Юлаев».
- Государственную премию Республики Башкортостан в области науки и техники в 2015 году получили: ген. дир. издательства У. Г. Саитов, зам ген дир. К. И. Аглиуллина, редактор издательства Л. И. Шарапова, член-корр. РАН М. А. Ильгамов и член-корр. Академии наук РБ Б. М. Миркин за создание многотомной Башкирской энциклопедии.

## Издания
Выпущено свыше 60 изданий общим тиражом более 420 тыс. экземпляров, в том числе:
- Башкортостан: Краткая энциклопедия. — Уфа: НИ Башкирская энциклопедия, 1996. — 672 с.
- Башкортостан: Краткая энциклопедия (на баш. яз.). — Уфа: НИ Башкирская энциклопедия, 1997.
- Зилаирский район: энциклопедия. — Уфа: НИ Башкирская энциклопедия, 2000. — 152 с.
- Хусаинов Г. Б. Ахметзаки Валиди Тоган (на баш. яз.). — Уфа: НИ Башкирская энциклопедия, 2000. — 384 с.
- Суфьянова Н. Ф., Ишмухаметов З. К. Орфографический словарь башкирского языка (на баш. яз.). — Уфа: НИ Башкирская энциклопедия, 2002. — 352 с.
- Русско-башкирско-турецко-английский словарь. — Уфа: НИ Башкирская энциклопедия, 2002. — 304 с.
- Хайретдинов С. С. Русско-башкирско-латинский словарь ботанических терминов. — Уфа: НИ Башкирская энциклопедия, 2002. — 60 с.
- Хисамитдинова Ф. Г. Башкирский язык для малышей (на баш. и рус. яз.). — Уфа: НИ Башкирская энциклопедия, 2002. — 120 с.
- Бикбулатов Н. В., Юсупов Р. М., Шитова С. Н., Фатыхова Ф. Ф. Башкиры: этническая история и традиционная культура. — Уфа: НИ Башкирская энциклопедия, 2002. — 247 с.
- Ямалетдинов М. Коран: поэтические переводы (на баш. яз.). — Уфа: НИ Башкирская энциклопедия, 2002. — 160 с.
- Салават Юлаев: энциклопедия. — Уфа: НИ Башкирская энциклопедия, 2004. — 360 с.
- Русско-башкирский словарь: в 2 томах/Под ред. З. Г. Ураксина. — Уфа: НИ Башкирская энциклопедия, 2005.
- Башкирская энциклопедия: в 7 томах. — Уфа: НИ Башкирская энциклопедия, 2005—2011.
- Тупеев С.Х. Толковый словарь башкирских личных имён. — Уфа: НИ Башкирская энциклопедия, 2010. — 480 с.
- Отдых и туризм в Башкортостане: детский отдых, семейный отдых, туристические организации. — Уфа: НИ Башкирская энциклопедия, 2011. — 128 с.
- Газпром нефтехим Салават. — Уфа: НИК Башкирская энциклопедия, 2012. — 472 с.
- Военная история башкир. — Уфа: НИК Башкирская энциклопедия, 2013. — 432 с.
- Баймакская энциклопедия. — Уфа: НИК Башкирская энциклопедия, 2013. — 640 с.
- Энциклопедия «Народы Башкортостана». — Уфа: НИК Башкирская энциклопедия, 2014. — 528 с.
- Ишимбайская энциклопедия. — Уфа: Башкирская энциклопедия, 2015. — 656 с. — 3000 экз. — ISBN 978-5-88185-205-4.
- Башкирский комсомол: энциклопедия . — Уфа: Башкирская энциклопедия, 2016. — 608 с. — ISBN 978-5-88185-291-7.

## Планы издательства
- Абзелиловская энциклопедия
- Хайбуллинская энциклопедия
- Башкирский комсомол
- Энциклопедия «Сибай»
- Энциклопедия «Мустай Карим»

## Структрура издательства
- Институт энциклопедических исследований
- Издательство «Гилем»
- Издательство «Юша»
- Редакция журнала «Вестник АН РБ»
- Редакция журнала «Проблемы востоковедения»
- Магазин «Башакадемкнига»
- Типография